# Ilse Ikeda
Ilse Ikeda (18 de enero de 1989) es una actriz mexicana de televisión.

## Carrera
Es egresada del CEA de Televisa de 2009, y ese mismo año debuta en la telenovela de Pedro Damián Verano de amor con Dulce María y Gonzalo García Vivanco.
En 2011 consigue otro papel en la telenovela de La fuerza del destino al lado de Sandra Echeverría, David Zepeda, entre otros. 
Entre 2013 a 2015 interpreta varios roles en los unitarios de Como dice el dicho y La rosa de Guadalupe, así como a mediados de 2014 interpreta a Leticia en la telenovela del El color de la pasión compartiendo créditos con Esmeralda Pimentel y Erick Elías y al año siguiente otro personaje más en Antes muerta que Lichita con Maite Perroni y Arath de la Torre.
Para 2016 le llega la oportunidad de interpretar a Natalia en la novela del El hotel de los secretos y entrando 2017 en la producción de Ignacio Sada de Mi adorable maldición como Bonifacia al lado de Renata Notni y Pablo Lyle, cuyo papel le dio más relevancia actoral.
En 2018 dio vida a Yolanda en la novela de Sin tu mirada junto con Claudia Martín y Osvaldo de León.
Finalmente en 2019 consigue un papel recurrente en Doña Flor y sus dos maridos como Elsa, producción de Eduardo Meza y con Ana Serradilla, el actor español Sergio Mur y el argentino Joaquín Ferreira.

## Vida personal
Desde finales de 2017 y hasta la fecha mantiene una relación amorosa con el también actor Jorge Poza.

## Filmografía

### Telenovelas
| Año       | Proyecto                    | Personaje                                                       |
| --------- | --------------------------- | --------------------------------------------------------------- |
| 2019      | Doña Flor y sus dos maridos | Elsa                                                            |
| 2017-2018 | Sin tu mirada               | Yolanda Prieto                                                  |
| 2017      | Mi adorable maldición       | Bonifacia "Boni" Mujica                                         |
| 2016      | El hotel de los secretos    | Natalia Suárez                                                  |
| 2015-2016 | Antes muerta que Lichita    | Ivonne                                                          |
| 2014      | El color de la pasión       | Leticia "Lety" Ezquerra / Leticia Márquez Esquerra de Mondragón |
| 2013      | Porque el amor manda        | Maestra de inglés                                               |
| 2012      | Por ella soy Eva            | /                                                               |
| 2011      | Una familia con suerte      | Amy                                                             |
| 2011      | La fuerza del destino       | Marcela                                                         |
| 2009      | Verano de amor              | Palmira                                                         |

### Series de televisión
| Año       | Nombre de la serie   | Personaje    |
| --------- | -------------------- | ------------ |
| 2013-2015 | Como dice el dicho   | Varios roles |
| 2013      | Nueva vida           | Nelly        |
| 2012-2013 | La rosa de Guadalupe | Varios roles |